# Lorenzo Burnet
Lorenzo Burnet (Amsterdam, 11 gennaio 1991) è un calciatore olandese, di origine surinamesi, difensore dell'Ajax Amateurs.

## Caratteristiche tecniche
È un terzino sinistro.

## Palmarès

### Club

#### Competizioni nazionali
- Coppa dei Paesi Bassi: 1

Groningen: 2014-2015
- Eerste Divisie: 1

Emmen: 2021-2022